# Boulenophrys hengshanensis
Boulenophrys hengshanensis — вид жаб родини азійських часничниць (Megophryidae). Описаний у 2023 році.

## Поширення
Ендемік Китаю. Відомий лише у типовому місцезнаходженні — схили гори Хеншань у провінції Хунань.

## Назва
Видова назва hengshanensis на типове поширення виду.